# Los Deportes
Los Deportes fue una publicación española de divulgación e información deportiva, una de las pioneras en su género, publicada en Barcelona entre 1897 y 1910. Editada inicialmente como publicación quincenal, en 1899 se convirtió en semanario.

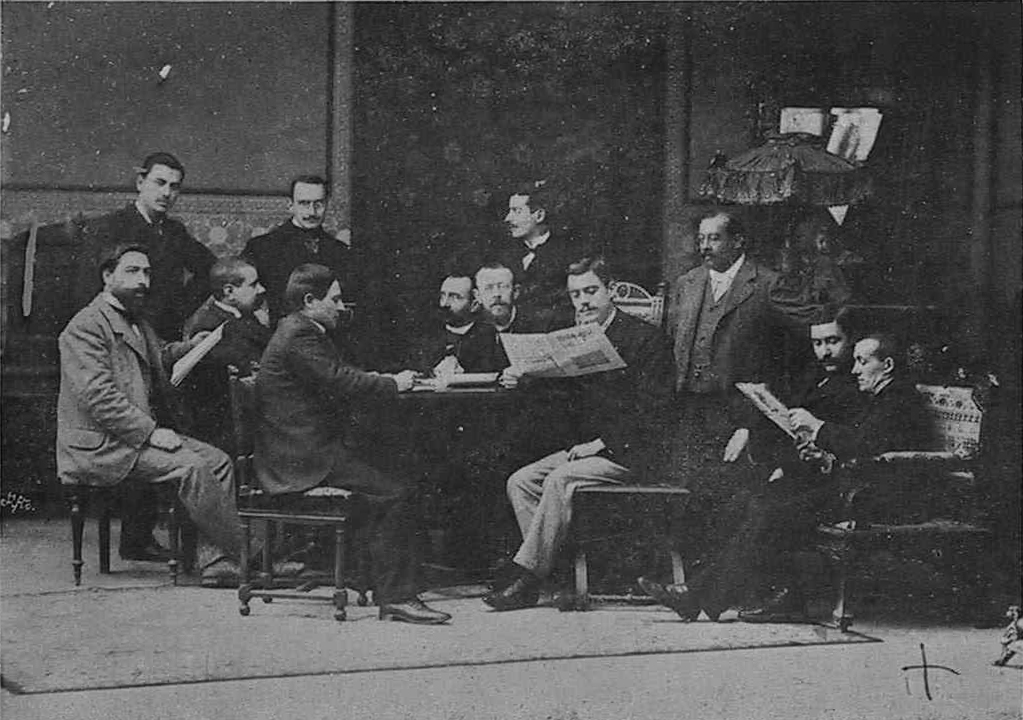
Redacción de Los Deportes en 1898 con su director Narciso Masferrer en el centro, mirando a cámara

Fue fundada por Narciso Masferrer, pionero en la promoción del deporte en España. En el número 1, que vio la luz el 1 de noviembre de 1897, la publicación se presentaba como el órgano del Real Club de Regatas, del Club Velocipédico y de la Asociación Catalana de Gimnasia. Tuvo un papel destacado en el desarrollo del deporte en España. Desde su páginas Narciso Masferrer impulsó la creación de la Federación Gimnástica Española, primer organismo de gestión deportiva creado en el país, en 1898. En 1899 absorbió la cabecera Barcelona Sport y se creó la Sociedad Los Deportes.
La redacción estaba instalada en la calle Montjuïc del Carme de Barcelona, compartiendo instalaciones con el Gimnasio Solé, donde se fundó el FC Barcelona. En las páginas de Los Deportes fue donde Hans Gamper publicó un anuncio para la creación del club azulgrana, el 22 de octubre de 1899.
Su último número, el 546, se publicó el 15 de julio de 1910.